# Jean-Pierre Mahé
Pour les articles homonymes, voir Mahé.
Jean-Pierre Mahé, né le 21 mars 1944 à Paris, est un orientaliste français, philologue et historien du Caucase, spécialiste des études arméniennes.

## Biographie
Menant ses études à la Sorbonne, il obtient en 1965 une licence en philosophie et en 1966 une licence en lettres classiques ainsi qu'un diplôme d'études supérieures en langues classiques. Il passe l'agrégation de grammaire en 1967. En 1971, il devient docteur en études latines, puis en 1975 diplômé en arménien (Institut national des langues et civilisations orientales) et diplômé de l’École des langues orientales anciennes (copte, arménien, géorgien) de l’Institut catholique de Paris, et enfin en 1981 docteur ès lettres. Sa thèse de doctorat d'État, Hermès en Haute-Égypte, présente des écrits hermétiques inédits en copte et en arménien. Dans le cadre de ce travail, il séjourne en Arménie de 1975 à 1977 pour étudier les manuscrits du Matenadaran.
Il a enseigné dans divers établissements : Sorbonne, Université de Strasbourg, Université d'État d'Erevan, INALCO, Université Laval, Université Harvard, etc. En 1988, il est nommé directeur d'études à la quatrième section de l'École pratique des hautes études. Depuis 2001, il est membre de l'Institut de France (Académie des inscriptions et belles-lettres, qu'il préside en 2012). Il est aussi membre de l'Académie nationale des sciences de la République d'Arménie et de l'Académie nationale géorgienne des sciences, ; il a présidé la Société asiatique de 2002 à 2019. Il est en outre le principal rédacteur de la Revue des études arméniennes. Jean-Pierre Mahé est chevalier de la Légion d'honneur, commandeur de l'Ordre des Palmes académiques et commandeur de l'Ordre de Saint-Grégoire-le-Grand. En juillet 2012, il est élu membre correspondant de la British Academy.
Partant de l'histoire des religions (patristique, gnose et hermétisme, histoire des christianismes caucasiens), ses recherches se concentrent sur l'environnement caucasien de l'arménien et du géorgien, ainsi que sur leurs liens historiques et culturels avec les grandes civilisations voisines du Moyen-Orient et de l'Asie. À partir de 1991, sa collaboration avec le Géorgien Zaza Alexidzé l'a entraîné à publier les premières éditions des nouveaux manuscrits géorgiens retrouvés au Sinaï et à participer activement au déchiffrement des palimpsestes retrouvés en albanien, ancienne langue caucasienne disparue depuis plus d'un millénaire. Pour l'ensemble de sa production académique, l'Université Laval lui confère le titre de docteur honoris causa.
Intéressé par les origines du christianisme, Jean-Pierre Mahé s’est tourné vers les langues des chrétiens orientaux, notamment le copte, l’arménien et le géorgien. Visant d’abord à retrouver des textes perdus et à vérifier la tradition manuscrite des Pères grecs, il s’est ensuite concentré sur les productions autochtones, la réception et l’inculturation locale du christianisme. Les résultats de ses recherches se déploient dans trois domaines.[réf. nécessaire]

## Publications

### Ouvrages
- Tertullien, La chair du Christ, 2 vol., Sources chrétiennes 216-217, Paris (Cerf), 1975
- Hermès en Haute-Égypte, t. 1 : Les textes hermétiques de Nag Hammadi et leurs parallèles grecs et latins (Bibliothèque copte de Nag Hammadi, textes 3), Québec (PUL), 1978, 171 p. in 8°
- Hermès en Haute-Égypte, t. 2 : Le fragment du Discours parfait et les Définitions hermétiques arméniennes (Bibliothèque copte de Nag Hammadi, textes 7), Québec-Louvain (PUL, Peeters), 1982, L + 565 p. in 8°
- Tertullien, La résurrection des morts (traduction par Madeleine Moreau ; introduction et notes par Jean-Pierre Mahé), Paris (DDB), 1982.
- La Caverne des trésors (introduction, traduction du géorgien et notes), CSCO 527, Louvain (Peeters), 1992, XL + 120 p. in 8°
- La sagesse de Balahvar, une vie christianisée du Bouddha (introduction, traduction du géorgien et notes ; avec A. Mahé), Paris (Gallimard, Connaissance de l’Orient 60), 1993, 156 p. in 16°
- Moïse de Khorène, Histoire de l’Arménie (introduction, traduction de l’arménien et notes ; avec A. Mahé), Paris (Gallimard, L’Aube des peuples), 1993, 455 p. in 8°
- Histoire du Christianisme, T. IV, Évêques, moines et empereurs, Desclée de Brouwer, 1993
- Le Témoignage véritable (introduction, texte copte, traduction et notes ; avec A. Mahé), Bibliothèque copte de Nag Hammadi, textes 23, Québec-Louvain (Peeters), 1996, XVIII + 250 p. in 8°
- Des Parthes au Califat : quatre leçons sur la formation de l'identité arménienne, avec Nina G. Garsoyan, De Boccard, 1997.
- From Byzantium to Iran. Armenian Studies in Honour of Nina G. Garsoïan (avec R.W. Thomson), Atlanta (Scholars Press), 1997, 523 p. in 8°
- The Way of Hermes (avec C. Salaman et D. van Oyen), Londres (Duckworth), 1999 ; 4e édition en livre de poche aux États-Unis, Rochester, Vermont, 2004, 124 p. in 16°
- Grégoire de Narek, Tragédie (introduction, traduction de l’arménien et notes, avec A. Mahé), CSCO 584, Louvain (Peeters), 2000, 838 p. in 8°
- Le nouveau manuscrit sinaïtique N Sin 50 (facsimilé et introduction par Z. Aleksidzé ; traduction française et notes complémentaires par J.-P. Mahé), CSCO 586, Louvain (Peeters), 2001, 286 p. in 8°
- Melchisédek (introduction et traduction de J.-P. Mahé ; texte copte établi par W.P. Funk ; commentaire de Cl. Gianotto), Bibliothèque copte de Nag Hammadi, textes 28, Québec-Louvain (Peeters), 2001, XX + 190 p. in 8°
- Le couvent de Horomos (avec A. Baladian et J.-M. Thierry), 223 p. in 4° (Monuments Piot 81), Paris, 2002
- Grégoire de Narek et le Livre de lamentation (avec A. Mahé), Erevan (éditions Naïri), 2004, VIII + 326 p. in 16° (en arménien)
- Jean-Pierre Mahé et Annie Mahé, L’Arménie à l’épreuve des siècles, Paris, Gallimard, coll. « Découvertes Gallimard / Histoire » (no 464), 2005, 160 p. (ISBN 978-2-07-031409-6)
- Saint Grégoire de Narek, théologien et mystique (avec B.L. Zekiyan), Actes du colloque international, 20-22 janvier 2005 (ACO 275), Rome (Pontificio Istituto Orientale), 2006, 390 p. in 8°
- Paroles à Dieu de Grégoire de Narek (introduction, traduction et commentaire ; avec A. Mahé), Paris (Peeters, La Procure), 2007, 486 p. in 16°
- Jean-Pierre Mahé (dir.) et P.-H. Poirier (dir.) (trad. Collectif), Écrits gnostiques. La Bibliothèque de Nag Hammadi, Paris, Gallimard, coll. « Bibliothèque de la Pléiade (n° 538) », 2007, LXXXVII + 1830 (ISBN 978-2-07-011333-0)
- Gippert (Jost), Schulze (Wolfgang), Aleksidze (Zaza), Mahé (Jean-Pierre) [edd.], The Caucasian Albanian Palimpsests of Mt. Sinai, MPMA (Monumenta Palaeographica Medii Aevi, Series Ibero-Caucasica), Turnhout (Brepols) 2008, vol. 1 (XXIV + 260 p.) in folio, 2008
- Jean-Pierre Mahé et Annie Mahé, Histoire de l'Arménie des origines à nos jours, Paris, Perrin, coll. « Pour l'Histoire », 2012, 745 p. (ISBN 978-2-262-02675-2)
- Trésor des fêtes. Hymnes et odes de Grégoire de Narek (introduction, traduction et notes, avec Annie Mahé), Paris (Peeters), 2014, 295 p.
- Łewond vardapet, Discours historique (traduit et commenté par B. Martin-Hisard), avec en annexe (p. 345-460), la Correspondance d’Omar et de Léon (traduite et commentée par J.-P. Mahé), Paris (ACHCByz), 2015
- Exposé du mythe valentinien et textes liturgiques NH XI, 2 (introduction, traduction et commentaire de J.-P. Mahé ; texte copte établi par W.P. Funk), Bibliothèque copte de Nag Hammadi, textes 36, Québec-Louvain (Peeters), 2016
- Deux frères caucasiens de Prométhée, Amiran et Abrsk’il (avec le concours de Zaza Aleksidze), Bibliothèque de l’Orient Chrétien (BOC) 2, Paris (Les Belles Lettres), 264 p. in 12°, 2017
- L'Alphabet arménien dans l'histoire et dans la mémoire, Les Belles Lettres, 2018, 402 p.
- Hermès Trismégiste, tome V. Paralipomènes (grec, copte, arménien). Textes édités et traduits par Jean-Pierre Mahé, Collection des Universités de France, série grecque, Paris (Les Belles Lettres), 2019
- Gabriel de Chinon, Relations du Levant, Perses, Arméniens et Gaures, une aventure missionnaire au XVIIe siècle, Cravant, Histoire à la Carte, 2020
- Le monastère de Bagnayr (Xe-XIVe s.), archives de Toros Toramanian et inscriptions lapidaires (avec Ani Baladian et Philippe Dangles), Journal des Savants, Paris 2021
- La Conversion du Kartli, 2 vol. (texte, avec Zaza Aleksidze ; traduction par J.-P. Mahé), CSCO, 2022

### Articles choisis
- « Entre Moïse et Mahomet : réflexions sur l'historiographie arménienne », Revue des études arméniennes 23 (1992), p. 121-153
- « Structures sociales et vocabulaire de la parenté et de la collectivité en arménien contemporain », Revue des études arméniennes 18, p. 327-345, 1984
- « Un dieu guerrier à la campagne : l’exemple du Vahagn arménien », Comptes rendus de l’Académie des Inscriptions et Belles-Lettres (CRAI), p. 779-804, 1994
- « Le défi des gnoses », dans Jean-Robert Armogathe, Pascal Montaubin, Michel-Yves Perrin [dir.], Histoire générale du christianisme, t. 1 (des origines au XVe s.), Paris (PUF) 2010, p. 104-123 in 8° ; 2010. « L’Arménie et la Géorgie », ibidem, p. 652-674, 2010
- « Magie caucasienne : la secte albanienne des Coupeurs de pouces », dans Jean-Marie Durand et Antoine Jacquet [dir.], Magie et divination dans les cultures de l’Orient, Cahiers de l’Institut du Proche-Orient ancien du Collège de France 3, Paris (Jean Maisonneuve), 2010, p. 185-199 in 8°, 2010
- « Du temple de la nature au sanctuaire du cœur » (séance publique annuelle, 25 novembre 2016), CRAI 2016, p. 1539-1557, 2016
- « La tunique sans couture et la Conversion de la Géorgie », dans M. D. Findikyan, D. Galadze, A. Lossky [dir.], Sion, Mère des Églises, Mélanges offerts au Père Charles Athanase Renoux, Semaines d’études liturgiques Saint-Serge, Münster i. W. (Aschendorff), 2016, p. 205-216, 2016
- « Les tapis à dragons et le mythe arménien de l’orage », dans P. S. Filliozat, M. Zink [dir.], Tempus et tempestas, Paris (AIBL), 2016, p. 101-116, 2016
- « La mission en Arménie de Mâr Gabryab, disciple de Mani : histoire et fiction », dans Éric Crégheur, Julio Cesar Dias Chaves, Steve Johnston [dir.], Christianisme des origines. Mélanges en l’honneur du Professeur Paul-Hubert Poirier, JAOC (Judaïsme ancien et origines du christianisme) 11, Turnhout (Brepols) 2018, p. 387-392, 2018
- « L’évêque arménien Israyēl, missionnaire chez les Huns (681-682) : Pastorale et géopolitique dans le Nord-Est caucasien à la fin du VIIe siècle », Mélanges Bernard Flusin, Travaux et Mémoires 23/1, 2019.

## Distinctions
- Chevalier de la Légion d'honneur.
- Commandeur de l'ordre des Palmes académiques.
- Commandeur de l'ordre de Saint-Grégoire-le-Grand[8]